# Дученко Григорій Калинович
Григорій Калинович Дученко (21 грудня 1911, село Оникієве, тепер Новоукраїнського району Кіровоградської області — ?) — український радянський діяч, секретар Сумського обласного комітету КП(б)У, 1-й секретар Конотопського районного комітету КПУ Сумської області.

## Життєпис
Член ВКП(б) з 1932 року.
З вересня 1939 року служив у Червоній армії. Під час німецько-радянської війни був на військово-політичній роботі у військово-польовому будівництві 38-ї та 42-ї армій Ленінградського фронту, служив секретарем партійного бюро евакуаційного госпіталю 1015. У грудні 1943 року демобілізований з радянської армії.
Перебував на відповідальній радянській і партійній роботі.
У січні 1951 — вересні 1952 року — секретар Сумського обласного комітету КП(б)У.
З вересня 1952 року — заступник голови виконавчого комітету Сумської обласної ради депутатів трудящих.
На 1954—1962 роки — 1-й секретар Конотопського районного комітету КПУ Сумської області.
У грудні 1962 — січні 1965 року — секретар партійного комітету Конотопського виробничого колгоспно-радгоспного управління Сумської області.
У січні 1965 року — голова організаційного бюро Конотопського районного комітету КПУ Сумської області.
З січня 1965 до 1968? року — 1-й секретар Конотопського районного комітету КПУ Сумської області.

## Звання
- капітан
- майор

## Нагороди
- орден Трудового Червоного Прапора (26.02.1958)
- ордени
- медаль «За оборону Ленінграда»
- медалі